# علی کوچولو
علی کوچولو نام سریالی بود که توسط مجید راستی نوشته شد و در دههٔ ۱۳۶۰ خورشیدی از سیمای جمهوری اسلامی ایران پخش می‌شد.
شخصیت اصلی این مجموعه پسرک خردسالی به نام علی (با بازی امید آهنگر) بود که پدرش به جبهه رفته بود و با مادرش (با بازی فرزانه کابلی)، در یک خانهٔ کوچک با حیاطی نُقلی زندگی می‌کرد.
این سریال به شیوهٔ «فتوانیمیشن» ساخته شده بود؛ یعنی از شخصیت‌های اصلی داستان عکس گرفتند و تمامی عکس‌ها را بر روی تصاویر پس‌زمینه، که نقاشی هستند، قرار داده بودند. ابراهیم حقیقی دلیل استاپ‌موشن شدن این سریال را کمبود منابع مالی ذکر می‌کند.
برخی از عوامل این سریال عبارت بودند از:
- تهیه‌کننده و خالق روش تصویری مجموعه: حسن تهرانی
- مدیر تولید: شهلا اعتدالی
- برنامه‌ریز: جواد میرمیران
- طراح صحنه: امیر اثباتی
- کارگردان: شهلا اعتدالی، جواد میرمیران، امیرحسین قهرایی
- نویسنده: مجید راستی
- عکاس: بهمن جلالی، رعنا جوادی
- گرافیست: ابراهیم حقیقی
- آهنگ‌ساز: بابک بیات
- خواننده تیتراژ: الهه حمیدی
- راوی داستان: فهیمه راستکار